# (35277) 1996 RV27
(35277) 1996 RV27 è un asteroide troiano di Giove del campo greco. Scoperto nel 1996, presenta un'orbita caratterizzata da un semiasse maggiore pari a 5,230891 UA e da un'eccentricità di 0,036389, inclinata di 20,026780° rispetto all'eclittica.